# Ptychostomella helana
Ptychostomella helana is een buikharige uit de familie Thaumastodermatidae. Het dier komt uit het geslacht Ptychostomella. Ptychostomella helana werd in 1939 voor het eerst wetenschappelijk beschreven door Roszczak. 